# Paida gordoni
Paida gordoni är en fjärilsart som beskrevs av Butler 1879. Paida gordoni ingår i släktet Paida och familjen nattflyn. Inga underarter finns listade i Catalogue of Life.